# Township 7 (Arkansas)
Le township 7 est l'un des treize townships du comté de Benton, en Arkansas, aux États-Unis.